# Вооружённые силы ДР Конго
Вооружённые силы Демократической Республики Конго (фр. Forces Armées de la République Démocratique du Congo, FARDC; ФАРДК) — военная организация Демократической Республики Конго, предназначенная для обороны, защиты свободы и независимости государства, одно из важнейших орудий политической власти.

## История
В период 1960—71 гг. ВС ДР Конго носили наименование «Конголезская национальная армия» (Armée nationale congolaise, ANC), созданной на основе «Форс Пюблик». С 1971 по 1997 годы — «Вооружённые силы Заира» (Forces armées zaïroises).

## Общие сведения
| Вооружённые силы Демократической Республики Конго               | Вооружённые силы Демократической Республики Конго                                                                                                  |
| --------------------------------------------------------------- | --- |
| Виды вооружённых сил:                                           | Сухопутные войска Военно-морские силы (отсутствуют) Военно-воздушные силы                                                                          |
| Призывной возраст и порядок комплектования:                     | Вооружённые силы Демократической Республики Конго комплектуются на призывной и контрактной основе лицами мужского пола в возрасте от 18 до 45 лет. |
| Человеческие ресурсы, доступные для воинской службы:            | мужчины в возрасте 16—49: 15 980 106 (2010 оценочно)                                                                                               |
| Человеческие ресурсы, пригодные для воинской службы:            | мужчины в возрасте 16—49: 10 168 258 женщины в возрасте 16—49: 10 331 693 (2010 оценочно)                                                          |
| Человеческие ресурсы, ежегодно достигающие призывного возраста: | мужчины: 877 684 женщины: 871 880 (2010 оценочно)                                                                                                  |
| Военные расходы — процент от ВВП:                               | 1,72 (2012) 51 место в мире |

На бумаге ДРК имеет самые большие вооружённые силы в центральной Африке при населении 83 301 151 чел на 2018 год. Однако, учитывая размеры страны, слабый уровень подготовки, низкий боевой дух и устаревшее оснащение, Вооружённые силы не в состоянии обеспечить безопасность на всей территории страны. ДР Конго пережила первую (в ходе которой был свергнут режим Мобуту) и вторую Конголезские войны с момента окончания Холодной войны. Бо́льшая часть военной техники находится в плохом состоянии. Вооружённые силы с тех пор включили в себя определённое число негосударственных вооружённых формирований, имеющих сомнительную лояльность. Мандат миссии ООН был продлён в марте 2017 года ещё на 12 месяцев. Интервенционная бригада Сил ООН (ИБСООН) (UN’s Force Intervention Brigade (FIB)) продолжает действовать на востоке страны. Обучение расширяется для подразделений, работающих с ИБСООН, в то же время, помощь внешних партнёров в обучении персонала ВС ДР Конго также является обычным явлением. Тем не менее, 13-летние оборонные отношения с Бельгией закончились в июле 2017 года, период в котором бельгийские войска обучили три батальона быстрого реагирования, среди прочих подразделений. Когда конфликт на востоке, наконец, стих, значительное внимание стало уделяться широкомасштабным работам по разоружению, демобилизации и реинтеграции и реформе сектора безопасности (DDR and SSR) — эта деятельность периодически проводилась в течение последнего десятилетия.
На 2017 год военный бюджет ДР Конго составлял 890 миллиардов конголезских франков (586 млн долларов США) при ВВП в 61,4 триллиона конголезских франков (40,4 млрд долларов США) — 1,4 % от ВВП.
Среди населения ДР Конго, 53 процента составляет молодёжь до 20 лет.

## Организационная структура

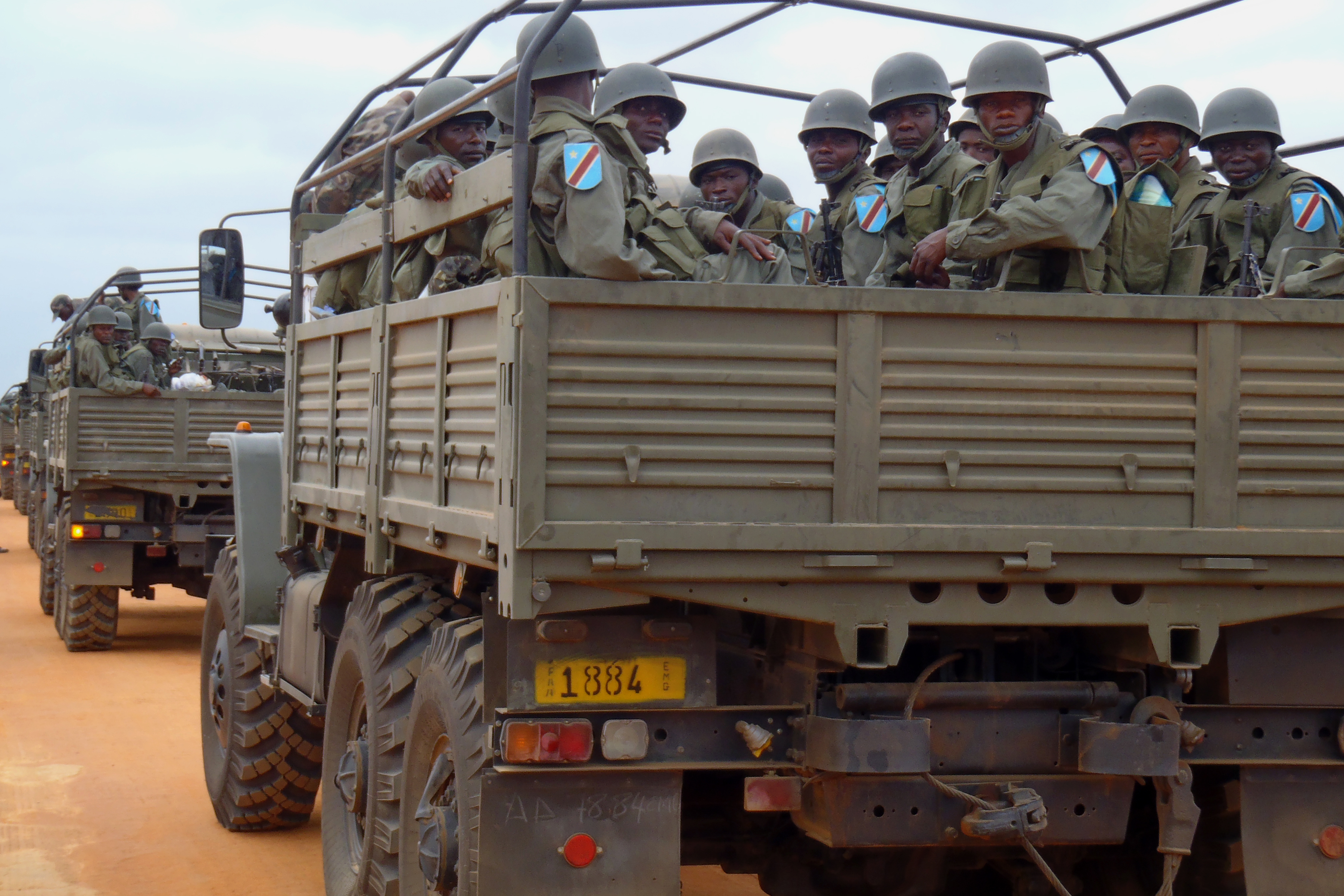
Солдаты ВС ДРК на грузовиках Урал-4320 во время учений «Кванза-2010» в Анголе. 31 мая 2010 г.

Комплектование на добровольной основе. Военизированные формирования: полиция и силы самообороны.
ВС ДР Конго организована в 11 военных округов. Центральные органы управления составляют 14 тыс. чел.

### Сухопутные войска
Численность 103 тыс. чел., 6 интегрированных пехотных бригад, 3 неинтегрированные пехотные бригады, 1 артиллерийский полк и 1 батальон военной полиции и 27 отдельных пехотных полков в регионах Северное и Южное Киву из числа бывших НВФ. Боевая эффективность многих формирований сомнительна.
Вооружение и военная техника (включая ВВТ РГ ДР Конго): 174 танка, 52 разведывательных машины, 144 БТР, 16 САУ, 125 буксируемых артсистем, 57 РСЗО. ПВО состоит из ПЗРК и зенитных пушек.
|  | Бронетехника - 12—17 Type 59, - 25 Т-64БВ1, - 32 Т-55, - 100 Т-72АВ - 17 AML-60, - 14 AML-90, - 19 EE-9 Cascavel, - 2 RAM-V-2, - 3 БТР-50, - 6 МТ-ЛБ, - 30—70 БТР-60ПБ, - 58 Panhard M3, - 7 TH 390 Fahd |  | Артиллерия - 6 2С1, - 10 2С3, - 77 М-30, Д-30 и Type 60, - 42 130-мм Type 59/59-I, - 6 Д-20. - 12 107-мм Type 63, - 24 Град и RM-70, - 6 128-мм M-51, - 3 130-мм Type 82, - 12 132-мм РСЗО |  | ПВО - ПЗРК 9К32 Стрела-2, - 12 ЗПУ-4, - 37-мм 52-М-1939. |

### Военно-морские силы
Численность 6700 чел. В составе ВМС 16 патрульных кораблей: 1 Shanghai II и 15 прочих.

### Военно-воздушные силы
Численность ВВС 2550 человек. Самолётный парк: 4 Су-25, 1 C-130, 2 Ан-26. Вертолётный парк: 7 Ми-24, 2 Ми-8, 1 AS332L Super Puma.

### Республиканская гвардия
Помимо армии в ДР Конго существует 8-тысячная Республиканская гвардия. В РГ ДР Конго 1 танковый полк, 3 лёгкие пехотные бригады, 1 артиллерийский полк.